# ۵۵۱ (پیش از میلاد)
۵۵۱ (پیش از میلاد) ۵۵۱مین سال قبل از تقویم میلادی است.